# Leucosporidiella creatinivora
Leucosporidiella creatinivora är en svampart som först beskrevs av Golubev, och fick sitt nu gällande namn av J.P. Samp. 2003. Leucosporidiella creatinivora ingår i släktet Leucosporidiella och familjen Leucosporidiaceae.   Inga underarter finns listade i Catalogue of Life.